# Синпетру-Мік
Синпетру-Мік (рум. Sânpetru Mic) — село у повіті Тіміш в Румунії. Входить до складу комуни Варіаш.
Село розташоване на відстані 433 км на північний захід від Бухареста, 33 км на північний захід від Тімішоари.

## Населення
За даними перепису населення 2002 року у селі проживали 540 осіб.
Національний склад населення села:
| Національність | Кількість осіб | Відсоток |
| -------------- | -------------- | -------- |
| румуни         | 372            | 68,9%    |
| угорці         | 165            | 30,6%    |

Рідною мовою назвали:
| Мова      | Кількість осіб | Відсоток |
| --------- | -------------- | -------- |
| румунська | 380            | 70,4%    |
| угорська  | 155            | 28,7%    |
| німецька  | 5              | 0,9%     |